# 10, io, noi
10, io, noi è il secondo album dal vivo della cantante italiana Alessandra Amoroso, pubblicato il 24 dicembre 2019 dalla Columbia Records.

## Descrizione
Il disco contiene una selezione di venti brani registrati dal vivo durante la tournée promozionale in supporto al sesto album in studio 10, uno per ogni regione d'Italia, e il brano in studio Immobile 10+1, nuova versione di Immobile pubblicata il 20 dicembre.

## Tracce
1. Immobile 10+1 – 3:36
2. La stessa (Live Piemonte) – 3:48
3. Fidati ancora di me (Live Umbria) – 3:52
4. Sul ciglio senza far rumore (Live Emilia-Romagna) – 3:15
5. Dalla tua parte (Live Toscana) – 4:28
6. La gente non sei tu (Live Lazio) – 3:51
7. Comunque andare (Live Abruzzo) – 3:46
8. Immobile (Live Puglia) – 3:36
9. Stupida/Stella incantevole (Live Friuli-Venezia Giulia) – 4:07
10. Estranei a partire da ieri/Senza nuvole (Live Molise) – 3:33
11. Urlo e non mi senti/Niente (Live Calabria) – 3:07
12. Ti aspetto/È vero che vuoi restare (Live Lombardia) – 3:15
13. Amore puro/Difendimi per sempre (Live Valle d'Aosta) – 4:30
14. Stupendo fino a qui (Live Veneto) – 3:59
15. Parlare perdonare baciare/In me il tuo ricordo (Live Trentino-Alto Adige) – 4:53
16. Trova un modo (Live Marche) – 3:47
17. La vita in un anno (Live Sardegna) – 3:25
18. Declinami l'amore (Live Campania) – 3:15
19. Vivere a colori (Live Basilicata) – 4:25
20. Ogni santissimo giorno (Live Sicilia) – 3:53
21. Forza e coraggio (Live Liguria) – 4:34
22. La stessa – 3:46
23. Dalla tua parte – 3:46
24. Forse domani – 3:48
25. Forza e coraggio – 3:31
26. La gente non sei tu – 3:51
27. Trova un modo – 3:47
28. Cadere piano – 3:38
29. Simmetria dei desideri – 3:15
30. Declinami l'amore – 3:19
31. Parlare perdonare baciare – 3:38
32. Buongiorno – 3:06
33. Parola chiave – 3:18
34. Ogni santissimo giorno – 3:29
35. In me il tuo ricordo – 3:42